# Cantó d'Annecy-Nord-Est
El cantó d'Annecy-Nord-Est és un cantó del departament francès de l'Alta Savoia, a la regió d'Alvèrnia-Roine-Alps. Està inscrit al districte d'Annecy, compta amb una part del municipi d'Annecy.

## Municipis
- Annecy

## Història
| Data d'elecció                           | Identitat        | Partit          | Qualitat |
| ---------------------------------------- | ---------------- | --------------- | -------- |
| 1973-2001                                | André Fumex      | CD, després UDF |          |
| 2001-                                    | Dominique Puthod | UDF, després NC |          |
| les dades anteriors no són pas conegudes |                  |                 |          |
|                                          |                  |                 |          |